# Discografia lui Lodovica Comello
Discografia cântăreței și compozitoarei italiene Lodovica Comello este alcătuită din 2 albume de studio, 5 single-uri, 6 videoclipuri muzicale, și 17 cântece pentru 5 benzi sonore al serialului de succes Violetta, difuzat pe Disney Channel.
Pe data de 19 noiembrie 2013, artista și-a lansat albumul de debut intitulat Universo via Sony/BMG Italia. Primul single de pe album, „Universo”, a fost lansat pe data de 1 noiembrie 2013. Pe data de 3 februarie 2015, a fost lansat al doilea album al său, Mariposa.

## Albume

### Albume de studio
| 2013 | Universo - Lansat: 19 noiembrie 2013 - Casă de discuri: Sony/BMG Italia - Format(e): CD, digital download | 22 | 12 | 56 |
| 2015 | Mariposa - Lansat: 3 februarie 2015 - Casă de discuri: Sony/BMG Italia - Format(e): CD, digital download  | 13 | 12 | 81 |
| 2017 | TBA - Lansat: TBA - Casă de discuri: Sony/BMG Italia - Format(e): CD, digital download                    |    |    |    |

## Single-uri
| An   | Single                                          | Album                              |
| ---- | ----------------------------------------------- | ---------------------------------- |
| 2013 | „Universo”                                      | Universo                           |
| 2014 | „Otro Día Más”                                  | Universo                           |
| 2014 | „I Only Want To Be With You”                    | Universo                           |
| 2015 | "Todo El Resto No Cuenta"                       | Mariposa                           |
| 2015 | "Sin Usar Palabras" (feat. Abraham Mateo)"      | Mariposa                           |
| 2015 | "Sin Usar Palabras" (feat. Szymon Chodyniecki)" | Mariposa                           |
| 2016 | "Non Cadiamo Mai"                               | TBA                                |
| 2017 | "Il cielo non mi basta"                         | Festivalul de muzică de la Sanremo |
| 2017 | "Le mille bolle blu"                            | Festivalul de muzică de la Sanremo |
| 2017 | "50 Shades of Colours"                          | TBA                                |

## Videoclipuri
| An   | Single                                         | Album                              |
| ---- | ---------------------------------------------- | ---------------------------------- |
| 2013 | „Universo”                                     | Universo                           |
| 2014 | „Otro Día Más”                                 | Universo                           |
| 2014 | „I Only Want To Be With You”                   | Universo                           |
| 2015 | "Todo El Resto No Cuenta"                      | Mariposa                           |
| 2015 | "Sin Usar Palabras (feat. Abraham Mateo)"      | Mariposa                           |
| 2015 | "Sin Usar Palabras (feat. Szymon Chodyniecki)" | Mariposa                           |
| 2016 | "Non Cadiamo Mai"                              | TBA                                |
| 2017 | "Il cielo non mi basta"                        | Festivalul de muzică de la Sanremo |
| 2017 | "50 Shades of Colours"                         | TBA                                |

## Benzi sonore
| An   | Cântec                                                                                        | Album                |
| ---- | --------------------------------------------------------------------------------------------- | -------------------- |
| 2012 | „Algo suena en mi” (cu Facundo Gambandé & Candelaria Molfese)                                 | Violetta             |
| 2012 | „Juntos somos más” (cu Mercedes Lambre, Facundo Gambandé & Candelaria Molfese)                | Violetta             |
| 2012 | „Junto a ti” (cu Martina Stoessel)                                                            | Violetta             |
| 2012 | „Veo veo” (cu Martina Stoessel & Candelaria Molfese)                                          | Violetta             |
| 2012 | „Ven y canta” (cu distribuția din Violetta)                                                   | Violetta             |
| 2012 | „Ti credo”                                                                                    | Violetta             |
| 2012 | „Ser mejor” (cu distribuția din Violetta)                                                     | Cantar es lo que soy |
| 2012 | „Tienes el talento” (cu distribuția din Violetta)                                             | Cantar es lo que soy |
| 2013 | „Código amistad” (cu Martina Stoessel & Candelaria Molfese)                                   | Hoy somos más        |
| 2013 | „Euforia” (cu distribuția din Violetta)                                                       | Hoy somos más        |
| 2013 | „Alcancemos las estrellas” (cu Martina Stoessel & Mercedes Lambre)                            | Hoy somos más        |
| 2013 | „On beat” (cu distribuția din Violetta)                                                       | Hoy somos más        |
| 2013 | „Algo se enciende” (cu distribuția din Violetta)                                              | Hoy somos más        |
| 2014 | „Aprendí a decir adiós”                                                                       | Gira mi canción      |
| 2014 | „Encender nuestra luz” (cu Martina Stoessel, Mercedes Lambre, Candelaria Molfese & Alba Rico) | Gira mi canción      |
| 2014 | „A mi lado” (cu Martina Stoessel & Candelaria Molfese)                                        | Gira mi canción      |
| 2014 | „Friends till the end” (cu distribuția din Violetta)                                          | Gira mi canción      |
| 2014 | "Crecimos Juntos" (alături de distribuția din Violetta)                                       | Crecimos Juntos      |
| 2014 | "Llamamé"                                                                                     | Crecimos Juntos      |
| 2014 | "Es Mi Pasión"                                                                                | Crecimos Juntos      |